# 19 Dywizja Grenadierów Ludowych
19 Dywizja Grenadierów Ludowych (niem. 19. Volks-Grenadier-Division) – niemiecka dywizja grenadierów ludowych z okresu II wojny światowej.

## Historia
Dywizja powstała 8 sierpnia 1944 r. w Danii jako 19 Dywizja Grenadierów (19. Grenadier-Division). W jej skład włączono niedobitki 19 Dywizji Szturmowej Luftwaffe i 9 października jednostkę przemianowano na 19 Dywizję Grenadierów Ludowych.
Po sformowaniu dywizja weszła w skład Grupy Armii B i walczyła nad Mozelą. Brała też udział w walkach w Zagłębiu Saary, jej resztki poddały się aliantom w ostatnich dniach wojny.

## Dowódcy dywizji
- gen. por. Paul Elfedt (sierpień 1944)
- gen. por. Walter Wissmath (od sierpnia 1944)
- gen. mjr Karl Britzelmayr (od 23 listopada 1944)

## Struktura organizacyjna
- 59  pułk grenadierów (Grenadier-Regiment 59)
- 73  pułk grenadierów (Grenadier-Regiment 73)
- 74  pułk grenadierów (Grenadier-Regiment 74)
- 119  pułk artylerii (Artillerie-Regiment 119)
- 119  batalion fizylierów
- 119  batalion przeciwpancerny
- 119  batalion inżynieryjny
- 119  batalion łączności
- 119  batalion zapasowy
- 119  dywizyjne oddziały zaopatrzeniowe